# Lubanów (Błaszki)
Lubanów – historyczna część miasta Błaszki, położona na wschód od centrum, wzdłuż ulicy Przemysłowej. Do 1925 odrębna miejscowość. Graniczy ze wsią Lubanów.

## Historia
Lubanów to dawniej kolonia, folwark i osada. Do 1924 miejscowości te należały do gminy Błaszki w powiecie kaliskim, początkowo w guberni kaliskiej, a od 1919 w woj. łódzkim. 
1 stycznia 1926 kolonię Lubanów, osadę Lubanów  oraz część folwarku Lubanów (19,9130 ha) włączono do Błaszek.